# 瑞玮山庄
瑞玮山庄始建于1938年，位于当时的天津英租界的加的夫道（Cardiff Road）（今和平区长沙路），目前为一般保护等级历史风貌建筑。该建筑据为二十世纪三四十年代天津的文物收藏家和鉴赏家陶茂正名下的产业，是陶氏专门用于出租的经营性地产。现为民居。

## 建筑风格
瑞玮山庄由两幢具有现代建筑特征的相对的联排式住宅组成，建筑为二层砖木结构楼房，每个独立单元均设有小院。建筑外立面为清水砖墙，局部为混水饰面，建筑顶部为平顶出挑檐。建筑形式简洁。

## 建筑图片

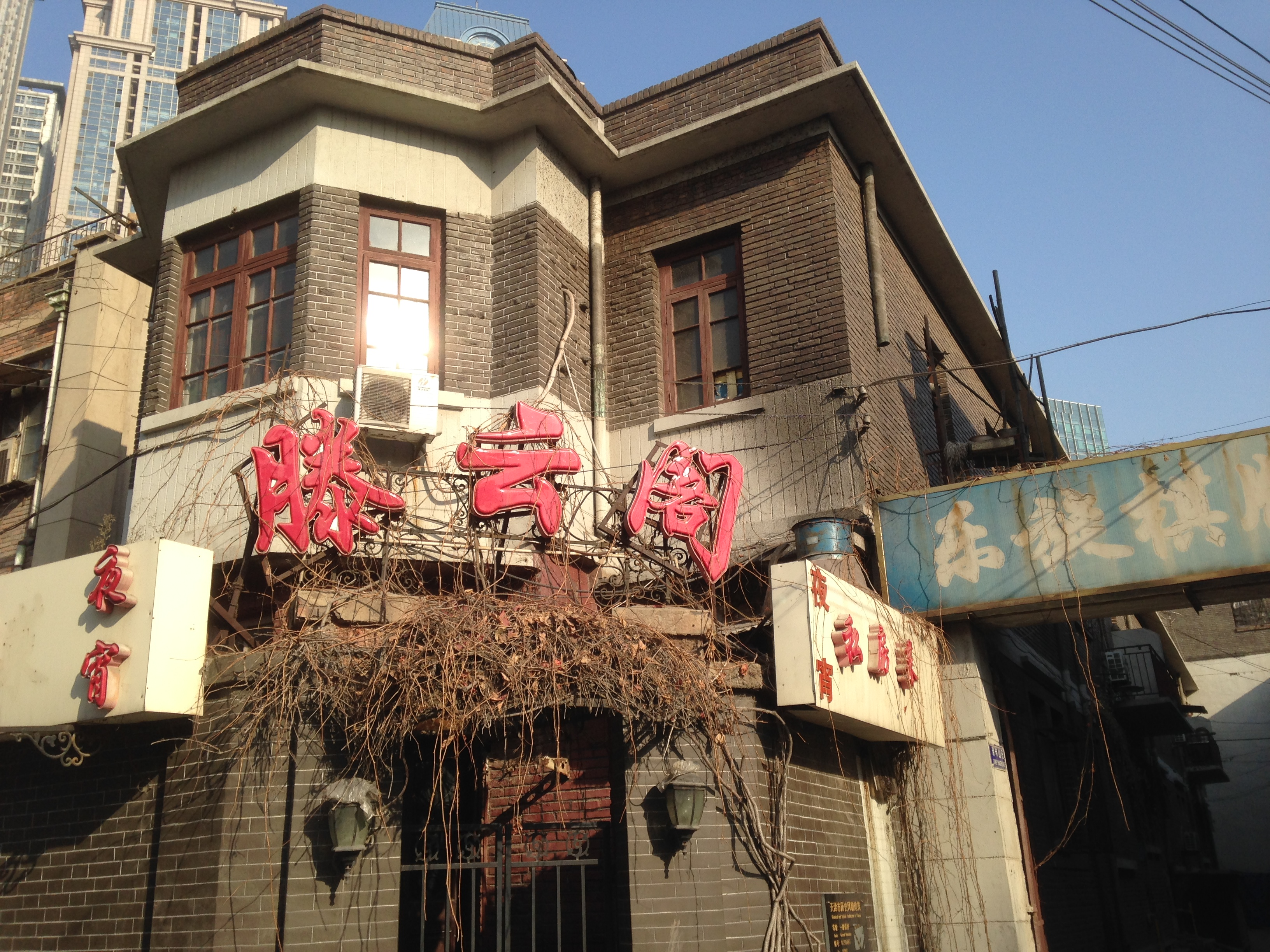
长沙路瑞玮山庄1-9号
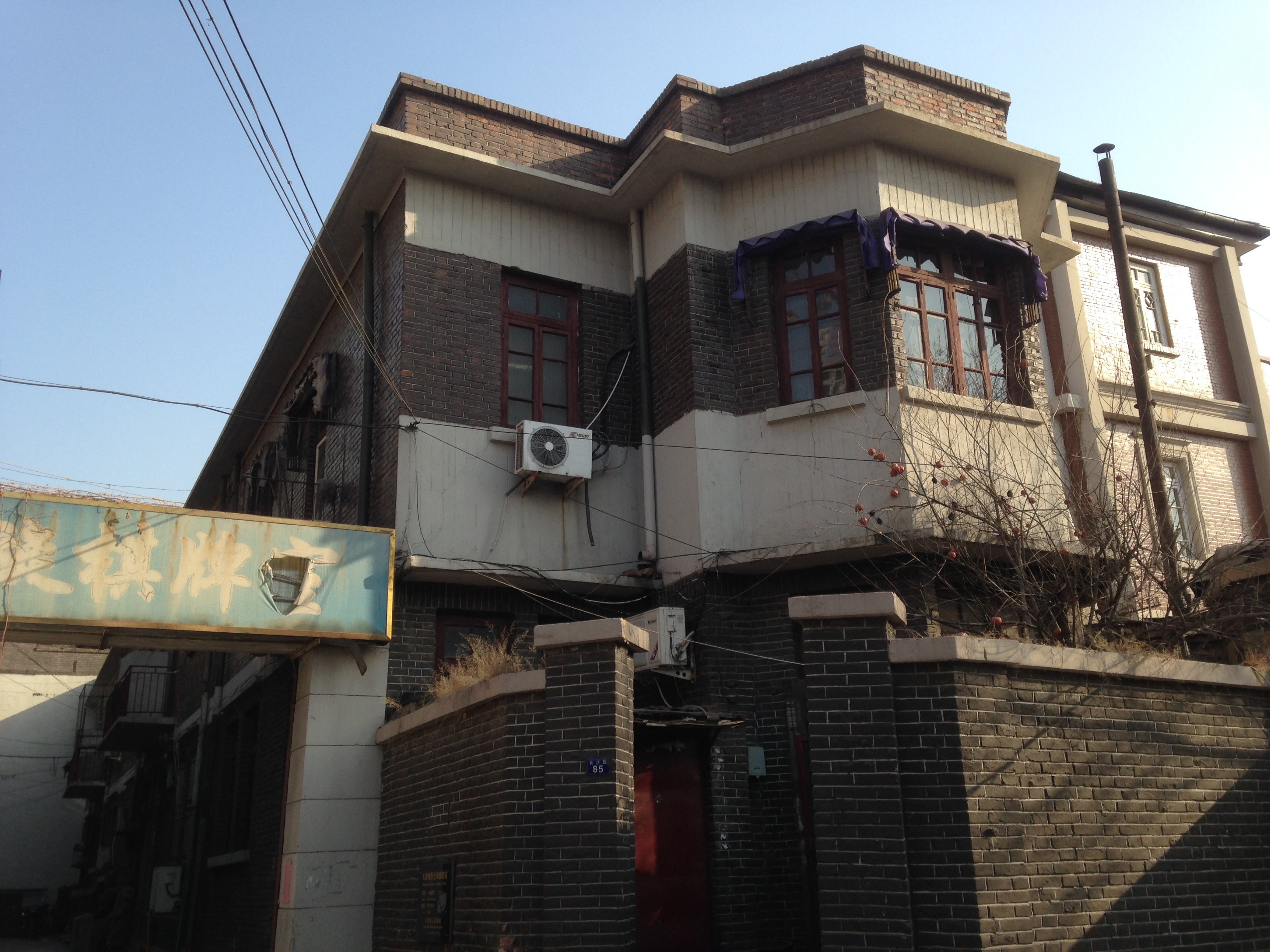
长沙路瑞玮山庄2-10号

## 内部链接
- 陶茂正故居